# Монастырь Фэрбрюк
Монастырь Фэрбрюк (нем. Kloster Fährbrück) — мужской августинский монастырь, расположенный на территории баварской коммуны Хаузен-бай-Вюрцбург (Нижняя Франкония); точная дата появления обители неизвестна — первое упоминание в документах местной паломнической церкви относится к 1164 году. Местной достопримечательностью является собор с его колокольней высотой в 58 метров; паломничество в Фэрбрюк существует как минимум с XIV века. Монастырь был основан в 1867 году; в 1934 году комплекс его зданий был перестроен.

## История и описание
Точное происхождение и возраст паломнической церкви в Фэрбрюке не задокументированы, но исследователи полагали, что паломничество существует примерно с XIV века. В 1164 году местный аристократ фон Викершаузен передал свои владения бенедиктинскому монастырю в городе Нойштадт-ам-Майн. Бенедиктинцы построили здесь часовню для своих сельскохозяйственных рабочих, посвятив её Святым Григорию и Вольфгангу. После 250 лет проживания в Фэрбрюке, в 1414 году, бенедиктинцы передали свои владения и покинули Фербрюк: церковь Святого Григория перестала быть приходской.
Несмотря на скудность документов, исследователи полагали, что до Крестьянской войны 1525 года Фербрюк был весьма популярным местом паломничества. В ходе Реформации и войны церковь, вместе с несколькими соседними домами, была сожжена и полностью разрушена. Князь-епископ Юлиус Эхтер фон Меспельбрунн не стал восстанавливать храм и в 1580 году передал усадьбу недалеко от Хаузена госпиталю в Вюрцбурге. Но само паломничество — несмотря на отсутствие паломнической церкви — продолжалось: оно засвидетельствовано с 1525 по 1651 год.
Непрекращающийся потом верующих привел церковное руководство к мысли все же построить новую церковь на старом месте. Её фундамент был уже заложен, а строительные материалы — завезены, когда вторжение шведских войск остановило строительство. После изгнания солдат-протестантов была предпринята очередная попытка восстановления храма, но боевые действия Тридцатилетней войны не дали данным планам осуществиться. Только в 1648 году строители смогли вернуться на площадку: до 1651 года была построена новая деревянная паломническая часовня и на следующий год от 3000 до 4000 паломников прибыли в Фербрюк. Уже в 1653 году новую церковь пришлось расширить вдвое — 1 октября 1656 года расширение было торжественно освящено вспомогательным епископом Вюрцбургской епархии.
Во второй половине XVII века паломничество пережило расцвет: князь-епископ Иоганн Готфрид фон Гуттенберг (1684—1698) доложил в Рим об активности верующих. В 1867 году был основан и сам монастырь, но вскоре монахи были изгнаны в ходе Культуркампфа. Августинцы заняли монастырь в 1880 году. В 1934 году комплекс зданий был перестроен: теперь он предполагал место для 25 учеников, которые готовились к поступлению в гимназию. Из-за отсутствия спроса монахам пришлось закрыть школу в 1962 году. В 2011 году местная епархия купила монастырь у ордена — чтобы освободить монахов от заботы о сохранении здания. В результате монастырь, в котором помимо настоятеля Кристофа Вебербауэра проживают еще шесть монахов, продолжает проводить паломническую и пастырскую деятельность в Фербрюке.